# Wu Wenxiong
Wu Wenxiong (en chino: 吴文雄; 11 de febrero de 1981) es un deportista chino que compitió en halterofilia. Participó en los Juegos Olímpicos de Sídney 2000, obteniendo una medalla de plata en la categoría de 56 kg.

## Palmarés internacional
| Juegos Olímpicos | Juegos Olímpicos   | Juegos Olímpicos | Juegos Olímpicos |
| Año              | Lugar              | Medalla          | Categoría        |
| ---------------- | ------------------ | ---------------- | ---------------- |
| 2000             | Sídney (Australia) | Medalla de plata | 56 kg            |